# Emanuel Feuermann

Streichtrio Emanuel Feuermann: Szymon Goldberg und Paul Hindemith (v.l.) um 1930 in Berlin

Emanuel Feuermann (* 22. November 1902 in Kolomea, Österreich-Ungarn; † 25. Mai 1942 in New York City) war ein österreichisch-deutscher Cellist.

## Leben
Emanuel Feuermann entschied sich der Legende nach als 10-Jähriger nach der Aufführung von Joseph Haydns D-Dur-Konzert durch Pablo Casals in Wien, Cellist zu werden, obwohl sein Vater, ebenfalls Musiker, ihn gerne als Geiger gesehen hätte. Schon als 11-Jähriger führte Emanuel gemeinsam mit seinem um zwei Jahre älteren Bruder Siegmund, der schon als Wunderkind auf der Violine gefeiert wurde, Johannes Brahms’ Doppelkonzert für Violine und Violoncello mit den Wiener Philharmonikern auf.
Mit 15 Jahren wurde er Schüler von Julius Klengel in Leipzig und zwei Jahre später von diesem – als jüngster Professor aller Zeiten – auf eine Professur an der Kölner Musikhochschule empfohlen. Hier wurde er außerdem Solocellist im Gürzenich-Orchester und Cellist des Bram-Eldering-Quartetts. Er gab diese Funktionen jedoch zugunsten einer umfangreichen Konzerttätigkeit in ganz Europa bald wieder auf.
1929 wurde er als jüngster Professor an die Berliner Musikhochschule berufen. Hier spielte er zusammen mit Paul Hindemith und dem Geiger Josef Wolfsthal bzw. später Szymon Goldberg Streichtrio. An Sonatenabenden ließ er sich am liebsten von seiner jüngsten Schwester Sophie begleiten.
Am 8. April 1933 wurde er wegen seiner jüdischen Abstammung von seiner Professur beurlaubt und emigrierte wie später Goldberg und Hindemith nach London. Nach einer Tournee nach Japan und nach New York kehrte er nach Europa zurück und heiratete 1935 Eva Reifenberg. Bei der Uraufführung von Arnold Schönbergs Konzert für Violoncello und Orchester D-Dur nach dem Concerto per Clavicembalo von Matthias Georg Monn spielte er den Solopart unter Thomas Beecham.
Nach einem Aufenthalt in der Schweiz beantragte er 1938 die amerikanische Staatsbürgerschaft. In New York führte er an vier Abenden 13 Cellokonzerte auf, was als Ein-Mann-Revolution gefeiert wurde. Es kam aber auch zum Bruch mit Paul Hindemith, weil dieser sein Cellokonzert von Gregor Piatigorsky hatte uraufführen lassen.
Am 25. Mai 1942 starb Emanuel Feuermann in New York im Alter von 39 Jahren auf dem Höhepunkt seiner Laufbahn infolge eines ärztlichen Behandlungsfehlers an einer Darmerkrankung. Den Sarg trugen Rudolf Serkin, Artur Schnabel, Arturo Toscanini, Eugene Ormandy, Mischa Elman und Bronisław Huberman.
Feuermann spielte ein Cello von Domenico Montagnana.
Ihm zu Ehren wurde 2002 anlässlich seines 100. Geburtstags der Emanuel-Feuermann-Wettbewerb für Violoncello ins Leben gerufen. Dieser wird alle vier Jahre in Berlin durchgeführt, zuletzt am 21. November 2019 an der UdK in Berlin als Vorkonzert zum Grand Prix Emanuel Feuermann vom 16. bis 22. November 2020 in Zusammenarbeit mit der Kronberg Academy.

## Rezeption
Feuermann wurde von Jascha Heifetz als „Jahrhunderttalent“ und von Arthur Rubinstein als „Der größte Cellist aller Zeiten“ bezeichnet.